# Благовещенский район (Башкортостан)
Благове́щенский райо́н (баш. Благовещен районы) — административно-территориальная единица (район) и муниципальное образование (муниципальный район) в её границах под наименованием муниципальный район Благовещенский район (баш. Благовещен районы муниципаль районы) в составе Республики Башкортостан Российской Федерации.
Административный центр — город Благовещенск.

## География
Район расположен в центральной части Башкортостана, в пригородной зоне города Уфы. Площадь района составляет 2291 км². Граничит на юге с Уфимским и Иглинским, на западе — с Кушнаренковским и Бирским, на севере — с Мишкинским, Караидельским и на востоке — с Нуримановским районами.
Основная часть территории района находится в пределах Прибельской увалисто-волнистой равнины, северо-восточная часть относится к Уфимскому плато. По юго-западной окраине района протекает река Белая, по восточной — река Уфа с притоками Уса и Изяк. В долинах рек, особенно Белой, немало пойменных озёр. Леса занимают 21,2 % территории района. Распространены светло-серые лесные почвы, по долинам Белой и Уфы — почвы речных пойм. Выявлены месторождения нефти, песчано-гравийной смеси, щебня, известняка, керамзитовой глины.

## История
Район образован 20 августа 1930 года, когда, согласно постановлению президиума ВЦИК, было ликвидировано разделение Башкирской АССР на кантоны и образовано 48 районов.

## Население
| 1989    | 2002    | 2008    | 2009    | 2010    | 2012    | 2013    | 2014    | 2015    |
| ------- | ------- | ------- | ------- | ------- | ------- | ------- | ------- | ------- |
| 46 596  | ↘15 861 | ↗48 969 | ↗49 063 | ↗49 736 | ↗49 922 | ↗50 057 | ↘49 890 | ↘49 754 |
| 2016    | 2017    | 2021    |         |         |         |         |         |         |
| ↘49 604 | ↘49 380 | ↗49 596 |         |         |         |         |         |         |

Согласно прогнозу Минэкономразвития России, численность населения будет составлять:
- 2024 — 49,77 тыс. чел.
- 2035 — 49,08 тыс. чел.

### Урбанизация
В городских условиях (город Благовещенск) проживают 70.55 % населения района.
Средняя плотность сельского населения — 8 человек на км².

### Национальный состав
Согласно Всероссийской переписи населения 2010 года: русские — 61 %, башкиры — 15,6 %, татары — 13,9 %, марийцы — 6,7 %, лица других национальностей — 2,8 %.
По итогам переписи населения 2020 года проживали следующие национальности (национальности менее 0,1 % и другое см. в сноске к строке «Другие»):
| Национальность | Численность, чел. | Доля     |
| -------------- | ----------------- | -------- |
| Русские        | 29 795            | 60,08 %  |
| Башкиры        | 8809              | 17,76 %  |
| Татары         | 7278              | 14,67 %  |
| Марийцы        | 2522              | 5,09 %   |
| Армяне         | 215               | 0,43 %   |
| Чуваши         | 142               | 0,29 %   |
| Украинцы       | 120               | 0,24 %   |
| Узбеки         | 112               | 0,23 %   |
| Другие         | 603               | 1,21 %   |
| Итого          | 49 596            | 100,00 % |

### Языковой состав
Согласно Всероссийской переписи населения 2010 года родными языками населения являлись: русский — 68,2 %, башкирский — 12,4 %, 
татарский — 11,7 %, марийский — 5,3 %.
Согласно Всероссийской переписи населения 2020 года родными языками населения являлись: русский — 65,7 %, башкирский — 15,4 %, 
татарский — 12,8 %, марийский — 4,3 % .

## Административное деление
В Благовещенский район как административно-территориальную единицу республики входит 1 город районного значения и 15 сельсоветов.
В одноимённый муниципальный район в рамках местного самоуправления входит 16 муниципальных образований, в том числе 1 городское поселение и 15 сельских поселений.
| №        | Муниципальное образование     | Административный центр | Количество населённых пунктов | Население (чел.) | Площадь (км²) |
| -------- | ----------------------------- | ---------------------- | ----------------------------- | ---------------- | ------------- |
| 1e-06    | Городское поселение:          |                        |                               |                  |               |
| 1        | город Благовещенск            | город Благовещенск     | 1                             | ↘34 955          | 64,66         |
| 1.000002 | Сельское поселение            |                        |                               |                  |               |
| 2        | Бедеево-Полянский сельсовет   | село Бедеева Поляна    | 8                             | ↗2280            | 335,36        |
| 3        | Богородский сельсовет         | село Богородское       | 2                             | →451             | 68,07         |
| 4        | Волковский сельсовет          | село Волково           | 4                             | ↘355             | 82,42         |
| 5        | Изяковский сельсовет          | село Верхний Изяк      | 8                             | ↘1092            | 75,69         |
| 6        | Иликовский сельсовет          | село Староиликово      | 4                             | ↘489             | 257,43        |
| 7        | Ильино-Полянский сельсовет    | село Ильино-Поляна     | 17                            | ↘2791            | 84,45         |
| 8        | Николаевский сельсовет        | село Николаевка        | 5                             | ↘1036            | 193,27        |
| 9        | Новонадеждинский сельсовет    | село Новонадеждино     | 10                            | ↘1247            | 179,92        |
| 10       | Октябрьский сельсовет         | село Осиповка          | 9                             | ↘654             | 254,95        |
| 11       | Орловский сельсовет           | село Орловка           | 4                             | ↗391             | 69,42         |
| 12       | Покровский сельсовет          | село Покровка          | 6                             | ↘575             | 158,98        |
| 13       | Саннинский сельсовет          | село Саннинское        | 3                             | ↘466             | 87,99         |
| 14       | Старонадеждинский сельсовет   | село Старонадеждино    | 10                            | ↘965             | 183,28        |
| 15       | Тугайский сельсовет           | село Тугай             | 6                             | ↘611             | 99,62         |
| 16       | Удельно-Дуванейский сельсовет | село Удельно-Дуваней   | 3                             | ↗1022            | 128,39        |

### Населённые пункты
| №   | Населённый пункт  | Тип     | Население | Муниципальное образование     |
| --- | ----------------- | ------- | --------- | ----------------------------- |
| 1   | 2-я Александровка | деревня | ↘13       | Ильино-Полянский сельсовет    |
| 2   | Александровка     | деревня | ↘171      | Бедеево-Полянский сельсовет   |
| 3   | Александровка     | деревня | ↘40       | Саннинский сельсовет          |
| 4   | Андреевка         | деревня | ↗33       | Николаевский сельсовет        |
| 5   | Аннинская         | деревня | ↗4        | Старонадеждинский сельсовет   |
| 6   | Арамелевка        | деревня | ↘193      | Ильино-Полянский сельсовет    |
| 7   | Аркаул            | деревня | ↘93       | Старонадеждинский сельсовет   |
| 8   | Ахлыстино         | село    | ↘344      | Старонадеждинский сельсовет   |
| 9   | Ашкашла           | деревня | ↘28       | Ильино-Полянский сельсовет    |
| 10  | Бедеева Поляна    | село    | ↘1757     | Бедеево-Полянский сельсовет   |
| 11  | Берёзовая Поляна  | деревня | ↗27       | Старонадеждинский сельсовет   |
| 12  | Берёзовка         | деревня | ↗12       | Тугайский сельсовет           |
| 13  | Биштиново         | деревня | ↘169      | Иликовский сельсовет          |
| 14  | Благовещенск      | город   | ↘34 988   | город Благовещенск            |
| 15  | Богородское       | село    | ↘466      | Богородский сельсовет         |
| 16  | Большой Лог       | деревня | ↘10       | Октябрьский сельсовет         |
| 17  | Булатово          | деревня | ↘53       | Саннинский сельсовет          |
| 18  | Булычёво          | деревня | ↗33       | Бедеево-Полянский сельсовет   |
| 19  | Быково            | деревня | ↘44       | Старонадеждинский сельсовет   |
| 20  | Варьяз            | деревня | ↗12       | Старонадеждинский сельсовет   |
| 21  | Верхний Изяк      | село    | ↘558      | Изяковский сельсовет          |
| 22  | Владимировка      | деревня | ↘24       | Старонадеждинский сельсовет   |
| 23  | Волково           | село    | ↘218      | Волковский сельсовет          |
| 24  | Воскресенка       | деревня | ↗17       | Ильино-Полянский сельсовет    |
| 25  | Горный Уразбай    | деревня | ↗23       | Изяковский сельсовет          |
| 26  | Грунский 2-й      | деревня | ↘0        | Богородский сельсовет         |
| 27  | Гумерово          | деревня | ↗59       | Иликовский сельсовет          |
| 28  | Дачная            | деревня | ↗5        | Покровский сельсовет          |
| 29  | Дмитриевка        | деревня | ↗343      | Николаевский сельсовет        |
| 30  | Евграфовка        | деревня | →5        | Покровский сельсовет          |
| 31  | Ежовка            | село    | ↗84       | Октябрьский сельсовет         |
| 32  | Ильино-Поляна     | село    | ↘2039     | Ильино-Полянский сельсовет    |
| 33  | Ильинский         | деревня | →5        | Удельно-Дуванейский сельсовет |
| 34  | Казанка           | деревня | ↘40       | Покровский сельсовет          |
| 35  | Каменная Поляна   | деревня | ↘25       | Новонадеждинский сельсовет    |
| 36  | Карагайкуль       | деревня | ↘111      | Октябрьский сельсовет         |
| 37  | Ключи             | деревня | ↘9        | Покровский сельсовет          |
| 38  | Красная Бурна     | деревня | ↗8        | Бедеево-Полянский сельсовет   |
| 39  | Кулики            | деревня | →34       | Волковский сельсовет          |
| 40  | Кургаштамак       | деревня | ↘8        | Октябрьский сельсовет         |
| 41  | Куреч             | деревня | ↘49       | Николаевский сельсовет        |
| 42  | Михайловка        | деревня | ↗10       | Новонадеждинский сельсовет    |
| 43  | Мухаметдиново     | деревня | ↘19       | Октябрьский сельсовет         |
| 44  | Нижний Изяк       | деревня | ↘256      | Изяковский сельсовет          |
| 45  | Николаевка        | село    | ↗668      | Николаевский сельсовет        |
| 46  | Никольское        | деревня | →3        | Ильино-Полянский сельсовет    |
| 47  | Новоблаговещенка  | деревня | ↗5        | Новонадеждинский сельсовет    |
| 48  | Новоиликово       | деревня | ↘16       | Иликовский сельсовет          |
| 49  | Новоминзитарово   | деревня | ↘61       | Изяковский сельсовет          |
| 50  | Новонадеждино     | село    | ↘770      | Новонадеждинский сельсовет    |
| 51  | Новоникольский    | деревня | ↗21       | Тугайский сельсовет           |
| 52  | Новые Турбаслы    | деревня | ↗51       | Тугайский сельсовет           |
| 53  | Ольховка          | деревня | ↘2        | Новонадеждинский сельсовет    |
| 54  | Орловка           | село    | ↘102      | Орловский сельсовет           |
| 55  | Осиповка          | село    | ↘364      | Октябрьский сельсовет         |
| 56  | Ошмянка           | деревня | ↗252      | Орловский сельсовет           |
| 57  | Пекарская         | деревня | ↗9        | Ильино-Полянский сельсовет    |
| 58  | Петровка          | деревня | →0        | Орловский сельсовет           |
| 59  | Покровка          | село    | ↘455      | Покровский сельсовет          |
| 60  | Покровское        | деревня | →1        | Ильино-Полянский сельсовет    |
| 61  | Преображенское    | деревня | →6        | Ильино-Полянский сельсовет    |
| 62  | Пушкино           | деревня | ↗83       | Бедеево-Полянский сельсовет   |
| 63  | Рафиково          | деревня | →0        | Изяковский сельсовет          |
| 64  | Рождественское    | деревня | ↘104      | Ильино-Полянский сельсовет    |
| 65  | Рудный            | деревня | ↘26       | Тугайский сельсовет           |
| 66  | Саннинское        | село    | ↘383      | Саннинский сельсовет          |
| 67  | Седовка           | деревня | ↗2        | Новонадеждинский сельсовет    |
| 68  | Седяш             | деревня | ↘18       | Октябрьский сельсовет         |
| 69  | Сергеевка         | деревня | ↗12       | Новонадеждинский сельсовет    |
| 70  | Сергуяз           | деревня | ↗1        | Новонадеждинский сельсовет    |
| 71  | Ситники           | деревня | ↗32       | Ильино-Полянский сельсовет    |
| 72  | Соколовское       | деревня | ↘63       | Ильино-Полянский сельсовет    |
| 73  | Сологубовка       | деревня | ↘62       | Покровский сельсовет          |
| 74  | Старогилево       | деревня | ↗9        | Ильино-Полянский сельсовет    |
| 75  | Староиликово      | село    | ↘356      | Иликовский сельсовет          |
| 76  | Старонадеждино    | село    | ↘525      | Старонадеждинский сельсовет   |
| 77  | Сунеевка          | деревня | ↗12       | Николаевский сельсовет        |
| 78  | Танайка           | деревня | →60       | Бедеево-Полянский сельсовет   |
| 79  | Торновка          | деревня | ↗22       | Изяковский сельсовет          |
| 80  | Трошкино          | деревня | ↘284      | Новонадеждинский сельсовет    |
| 81  | Труженик          | деревня | ↘39       | Орловский сельсовет           |
| 82  | Тугай             | село    | ↘555      | Тугайский сельсовет           |
| 83  | Туктарово         | деревня | ↘172      | Волковский сельсовет          |
| 84  | Турушла           | деревня | ↘351      | Ильино-Полянский сельсовет    |
| 85  | Удельно-Дуваней   | село    | ↘1079     | Удельно-Дуванейский сельсовет |
| 86  | Укман             | деревня | ↗28       | Старонадеждинский сельсовет   |
| 87  | Уса               | деревня | ↗11       | Ильино-Полянский сельсовет    |
| 88  | Усабаш            | деревня | ↘93       | Октябрьский сельсовет         |
| 89  | Уса-Степановка    | деревня | ↗57       | Октябрьский сельсовет         |
| 90  | Успенка           | деревня | ↘139      | Изяковский сельсовет          |
| 91  | Устюговский       | деревня | ↗9        | Старонадеждинский сельсовет   |
| 92  | Файзуллинское     | деревня | ↘13       | Ильино-Полянский сельсовет    |
| 93  | Фёдоровка         | деревня | ↘260      | Бедеево-Полянский сельсовет   |
| 94  | Христолюбово      | деревня | ↗6        | Волковский сельсовет          |
| 95  | Шалана            | деревня | ↗6        | Ильино-Полянский сельсовет    |
| 96  | Шариповка         | деревня | ↗93       | Изяковский сельсовет          |
| 97  | Щепное            | деревня | ↗9        | Тугайский сельсовет           |
| 98  | Эманино           | деревня | ↘79       | Бедеево-Полянский сельсовет   |
| 99  | Яблочный          | деревня | ↗12       | Удельно-Дуванейский сельсовет |
| 100 | Языково           | деревня | ↘195      | Новонадеждинский сельсовет    |

## Экономика
Сельское хозяйство
Производство сельскохозяйственной продукции осуществляют 12 сельскохозяйственных предприятий, в том числе 9 сельскохозяйственных производственных кооперативов, одно товарищество на вере, одно агрохозяйство и одно общество с ограниченной ответственностью. Действует 38 крестьянских фермерских хозяйств.
Площадь сельскохозяйственных угодий в 2008 году составила 108 667 га, в том числе пашни — 43 523 га. Район имеет пригородную специализацию с развитыми молочно-мясным животноводством, птицеводством, овощеводством и картофелеводством.
Сбор зерна в 2008 году составил 24,8 тысяч тонн, средняя урожайность — 18,8 ц/га.
Промышленность
В районе действуют 18 крупных и средних промышленных предприятий.
Наиболее крупными промышленными предприятиями района являются:
- Предприятие «Полиэф»,
- Благовещенский арматурный завод,
- компания «Благовещенский железобетон»,
- ремонтная база флота,
- Приуфимская ТЭЦ.

Производятся терефталевая кислота, полиэтилентерефталат, арматура, электросталь, деловая древесина, пиломатериалы, бетон, хлеб, хлебобулочные, кондитерские и макаронные изделия и др.

## Транспорт
Территорию района пересекают автомобильные дороги Уфа — Бирск — Янаул, Благовещенск — Павловка.

## Социальная сфера
В сельской местности района имеется 41 общеобразовательная школа, в том числе 14 средних, 27 массовых библиотек, 34 клубных учреждений, 2 участковые больницы. В городской местности действуют 4 средних школы, гимназия, лицей, два колледжа, городская библиотека, городской дворец культуры, центральная районная больница. Издаётся газета «Панорама».
Вещает телеканал «ТВ Блик»

## Достопримечательности
По могильнику, расположенному у деревни Бахмутино, на реке Уфе, классифицирована бахмутинская культура.